# Fort Saskatchewan (Alberta)
Fort Saskatchewan est une cité canadienne de l'Alberta située dans la division de recensement d'Edmonton. Au recensement de 2011, on y a dénombré une population de 19 051 habitants.

## Démographie
| 2001   | 2006   | 2011   | 2016   |
| ------ | ------ | ------ | ------ |
| 13 121 | 14 957 | 19 051 | 24 149 |

## Personnalités
- Aaron Millar (1978-), joueur de hockey
- Evangeline Lilly (1979-), actrice
- Joshua Kutryk (1982-), astronaute
- Kirby Dach  (2001-) joueur de hockey